# Unidad de datos de servicio
Unidad de datos de servicio, también llamada SDU (en inglés service data unit), es el nombre que se usa en el modelo OSI para describir una unidad de datos una vez derivada a la capa inferior en la pila de protocolos y que, una vez encapsulada por dicha capa, se convierte en la unidad de datos de protocolo de la misma. 

## Relación con la PDU
La diferencia con la PDU es que la PDU de una capa, especifica el conjunto de datos a enviar al protocolo par ubicado en el receptor, mientras que la SDU es el conjunto de datos que proviene de la capa superior, aún no encapsulada. Es decir, la unidad de datos de servicio de una capa corresponderá a la porción de datos (payload) de la PDU de la misma capa.
La capa N recibe la SDU desde la capa de arriba, N+1. Posiblemente los datos recibidos no entren en una PDU mínima de la capa N y para ello deberá realizar una fragmentación. Luego procede a agregarle el encabezado y posiblemente un terminador a cada fragmento. Cada uno de los segmentos que se obtienen es una PDU de la capa N, que prontamente será una SDU de la capa N-1.